# H&K HK36
H&K HK36は、1970年代初頭にヘッケラー&コッホによって開発された試作アサルトライフルである。
CETMEのギュンター・フォス博士によって設計された、「スプーン・チップ」（ドイツ語: Löffelspitz ）と呼ばれる構造を持つ4.6×36 mm弾を用いる。弾丸の軽量化と銃本体の直線的レイアウトにより反動が減少し、高い弾速により300メートル (330 yd)までほぼ水平に飛翔するが、同時にそれが有効射程の限界でもあった（それ以上の射距離では弾頭が急速に失速した）。

## 作動方式
H&Kが開発したディレイド・ブローバックシステムを採用し、4ポジションのセレクター・スイッチを備えていた。これらは上から順に、安全 (「0」とマーク)、単発 (「1」)、全自動 (「25」または「30」)、バースト (「3」) であった。武器は、2連、3連、4連または5連のバースト射撃が可能になるよう設計されていた。  
空薬莢の排出口は右側にあり、弾倉が空になるとボルトは開いたまま固定される。 

## 弾倉
初期型には、プレス加工された金属製の取り外し式箱形弾倉が標準で装備された。 
後のプロトタイプは、軽量化と同時に個々の装弾の処理の排除を意図したことにより、現代の一般的な構造からは逸脱したものとなった。レシーバーの下、トリガーガードの前に、金属製の固定式箱型弾倉が設置された。この弾倉には、ノブを操作することで横に開く「ドア」が設けられ、そこからパッケージ化された30発の弾薬ボックスを挿入できた。弾倉の上部と下部は開いており、テープで閉じられていたため、射撃時にはマガジンフォロワーが弾薬を銃本体内に押し上げることができた。

## バリエーション
前述のように、初期のモデルは従来の取り外し可能な箱形弾倉を使用していたが、後のバリエーションでは一体型のマガジンが使用された。さらに、ほとんどのバリエーションには、他のほとんどのヘッケラー＆コッホ製武器（G3やMP5など）に取り付けられているものとは全く異なるタイプの伸縮式ストックが取り付けられている（プラスチック製の固定式銃床が取り付けられているものもある）。 

## 影響
制式採用はされなかったが、本銃はヘッケラー＆コッホの武器に3点バーストのコンセプトと一体型光学照準器を導入したことで注目に値する。H&Kは本銃がもたらした技術革新により将来に向けたアイデアを得ることができ、MP7 PDWおよびG36自動小銃に結実した。